# Orašac (Bihács)
Orašac falu Bosznia-Hercegovinában, Bihács községben, a Bosznia-hercegovinai Föderáció Una-Szanai kantonjában.

## Fekvése
Bihács központjától légvonalban 26, közúton 32 km-re délkeletre fekszik. 

## Népessége
| Nemzetiségi csoport | Népesség 1991 | Népesség 2013 |
| ------------------- | ------------- | ------------- |
| Szerb               | 49            | 1             |
| Bosnyák             | 2498          | 1347          |
| Horvát              | 1             | 1             |
| Jugoszláv           | 11            | 0             |
| Egyéb               | 15            | 7             |
| Összesen            | 2574          | 1356          |

## Története
Orasac várának építési ideje és építtetője nem ismert. először 1437-ben említik, ekkor a vránai johannita perjelség birtoka volt. Az  Oszmán Birodalom a 16. században szállta meg ezt a területet. A vár alatti falu valószínűleg még a középkorban a vár szolgálófalujaként jött létre. A török időkben Orasac az osztrovicai kapitányság része volt. A 60 főnyi őrségből és parancsnokból álló legénységet egy dizdar vezette. A török vár 1703 és 1730 között épült, egy középkori torony felhasználásával, mely még a középkori horvát állam idejéből származik, amely a Hum zsupániához tartozott. Ma romokban áll, és még a torony maradt fenn mindig a legjobb állapotban. A várat dizdárok irányították. 1833-ban még 3 ágyú állt itt.
Ma a helyiek hízómarha-tenyésztéssel, tejtermeléssel foglalkoznak, 1500 m2-en pedig üvegházak találhatók. A rossz minőségű, kavicsos utak azonban megnehezítik a lakosok számára még azt is, hogy a házukhoz vagy a mezőgazdasági területeikhez eljuthassanak.

## Nevezetességei

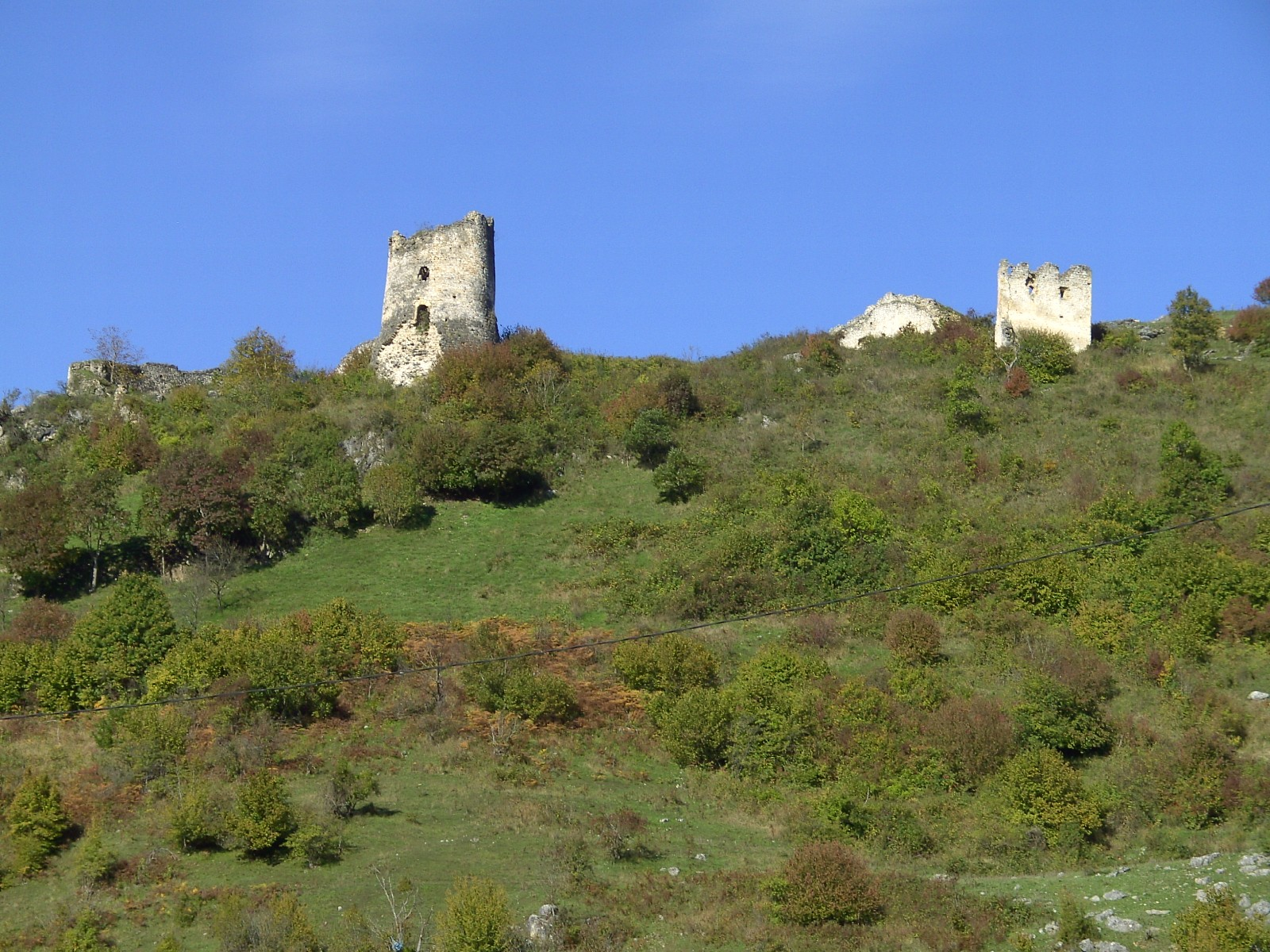
Orasac vára

- Orasac várának maradványai az Una jobb partjától kissé távolabb, egy meredek magaslaton állnak állnak. Középkori része a hengeres toronyból és egy a hegy alakját követő, közel ovális alakú falból áll, mely egy udvart vesz körül. A három emeletes torony mai magassága 13,5 méter, az eredeti magasság mintegy 16 méter lehetett. A török időkben a várat egy északnyugati irányba nyúló udvarral és egy négyszög alaprajzú kaputoronnyal bővítették. A kaputorony emeletén egy kis dzsámit alakítottak ki. A hengeres torony és a kaputorony maradványai ma is magasan állnak.[2]

- A falu középkori templomának helyét beazonosították. A körülötte fekvő temetőből 13 db sírkő fennmaradt, a templom vélhető helyét azonban csak a területén látható építőanyag törmelék alapján lehetett meghatározni.[5]

- Határában egy magaslat platóján, melyet Crkvinának neveznek kisméretű őskori erődítmény maradványai találhatók. A kőfalak egy 10x15 méteres, feltehetően vaskori építményt határoltak. Bár a helyet Crkivinának nevezik, mely egykori templomra utalna, ennek semmilyen nyoma nem található.[6]

## Fordítás
- Ez a szócikk részben vagy egészben  az   Orašac (Bihać) című bosnyák Wikipédia-szócikk ezen változatának fordításán alapul.  Az eredeti cikk szerkesztőit annak laptörténete sorolja fel. Ez a jelzés csupán a megfogalmazás eredetét és a szerzői jogokat jelzi, nem szolgál a cikkben szereplő információk forrásmegjelöléseként.